# Šljivovik (gmina Bela Palanka)
Šljivovik (cyr. Шљивовик) – wieś w Serbii, w okręgu pirockim, w gminie Bela Palanka. W 2011 roku liczyła 148 mieszkańców.